# Động đất Bhutan 2009
Động đất Bhutan 2009 là trận động đất xảy ra vào lúc 14:53 (theo giờ địa phương), ngày 21 tháng 9 năm 2009. Trận động đất có cường độ 6.1 richter, tâm chấn độ sâu khoảng 14 km. Hậu quả trận động đất đã làm 12 người chết.